# Sortosa paxillifera
Sortosa paxillifera là một loài Trichoptera thuộc họ Philopotamidae. Chúng phân bố ở vùng Tân nhiệt đới.